# 南線神社
南線神社（みなみせんじんじゃ）は、北海道石狩市花川南3条1丁目24番地に所在する神社。
祭神は大物主大神（おおものぬしのおおかみ）。

## 歴史
- 1897年（明治30年） - 片山謙蔵が故郷の金刀比羅宮に参拝して御神札をもらい、樽川村南6線（後の花川南5条5丁目）に小祠を建立する[1]。
- 1905年（明治38年） - 花川南4条1丁目に遷座[1]。
- 1917年（大正6年） - 花川南2条2丁目に遷座[1]。
- 1928年（昭和3年） - 町村農場より境内地の寄贈を受ける[1]。
- 1970年（昭和45年） - 現在地に遷座[1]。
- 1977年（昭和52年）12月 - 宗教法人となる[1]。
- 1996年（平成8年）12月24日 - 神社本庁所属となる[1]。

## ギャラリー

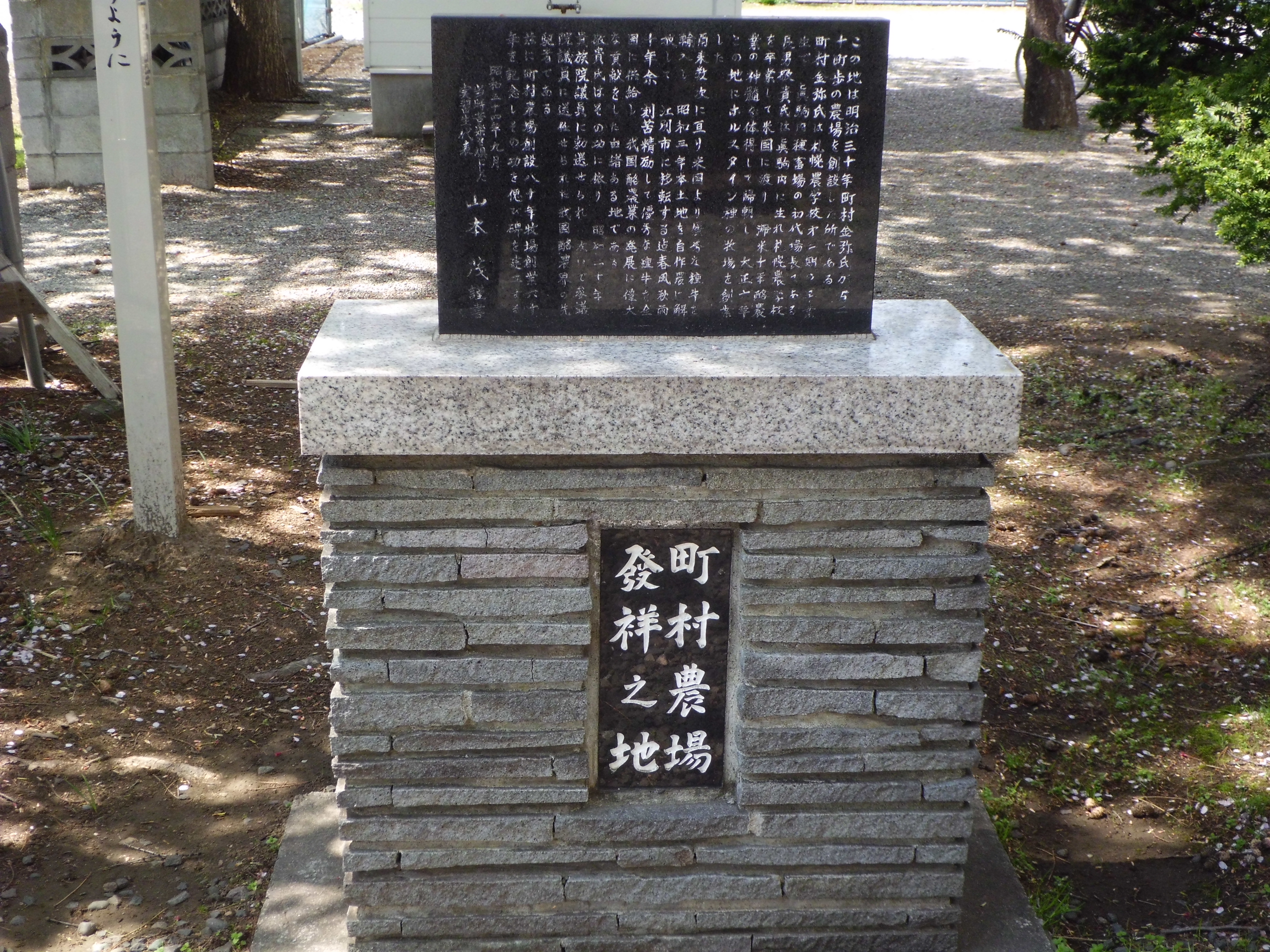
「町村農場発祥之地」碑
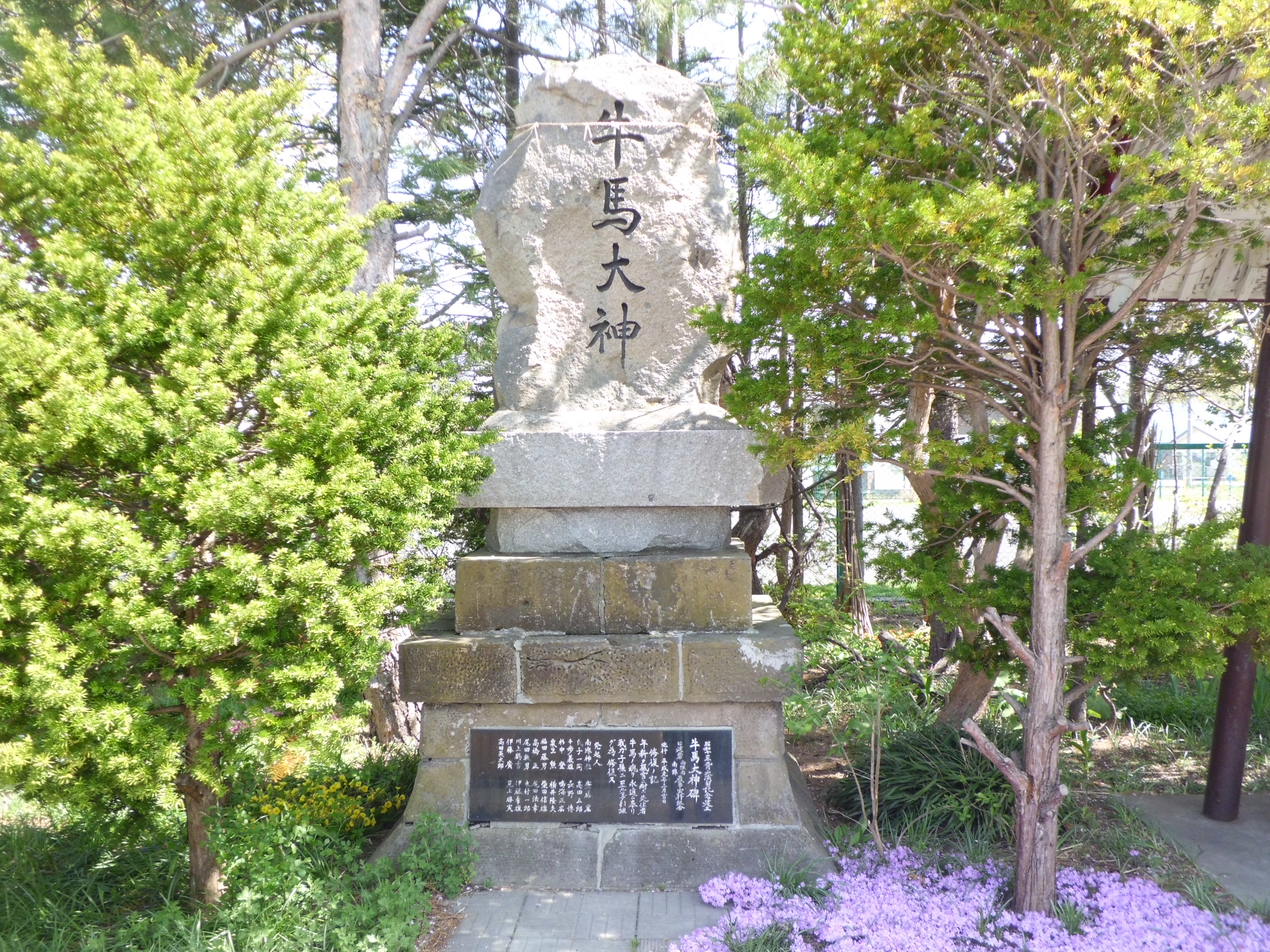
「牛馬大神」碑
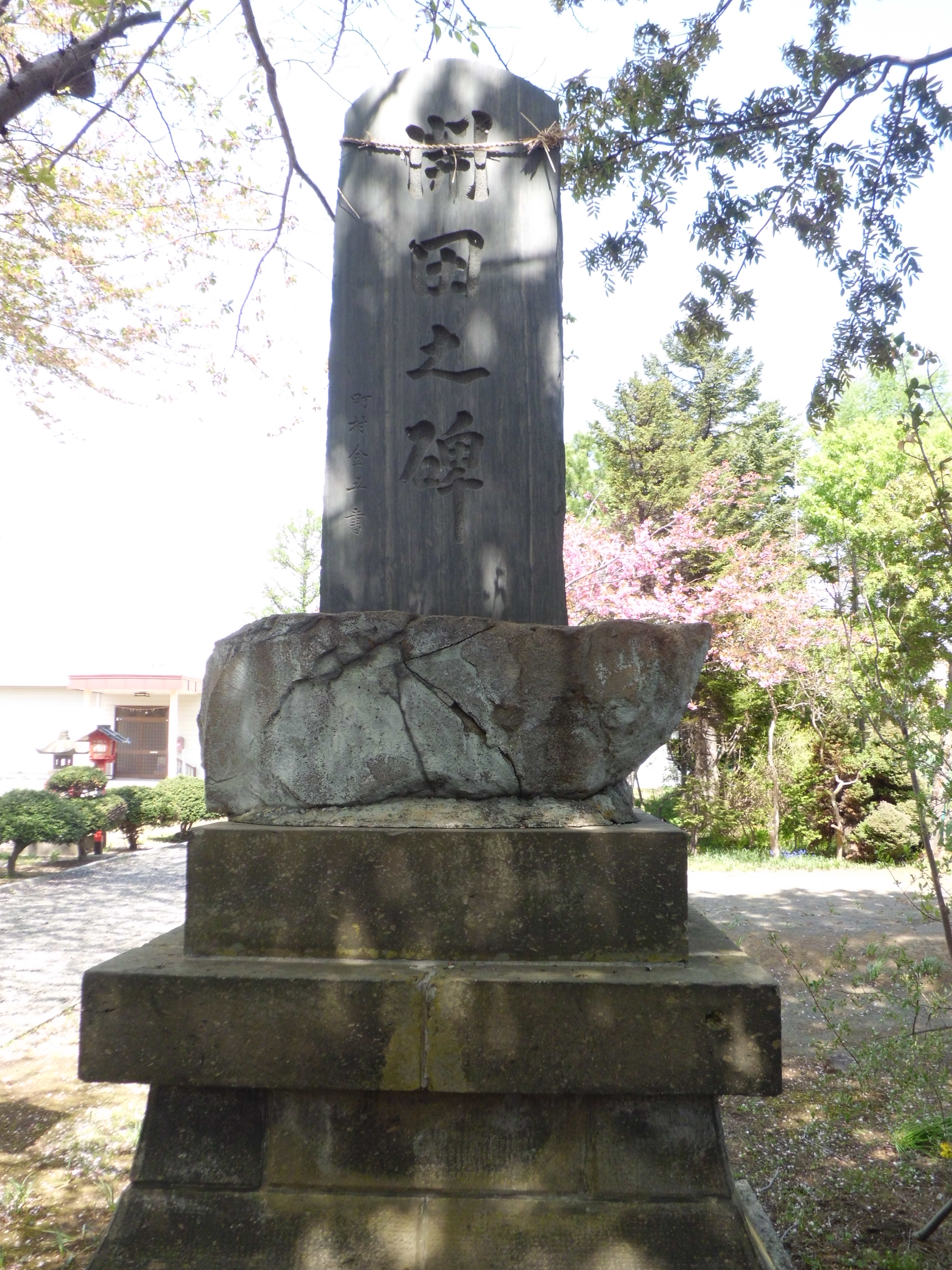
開田之碑
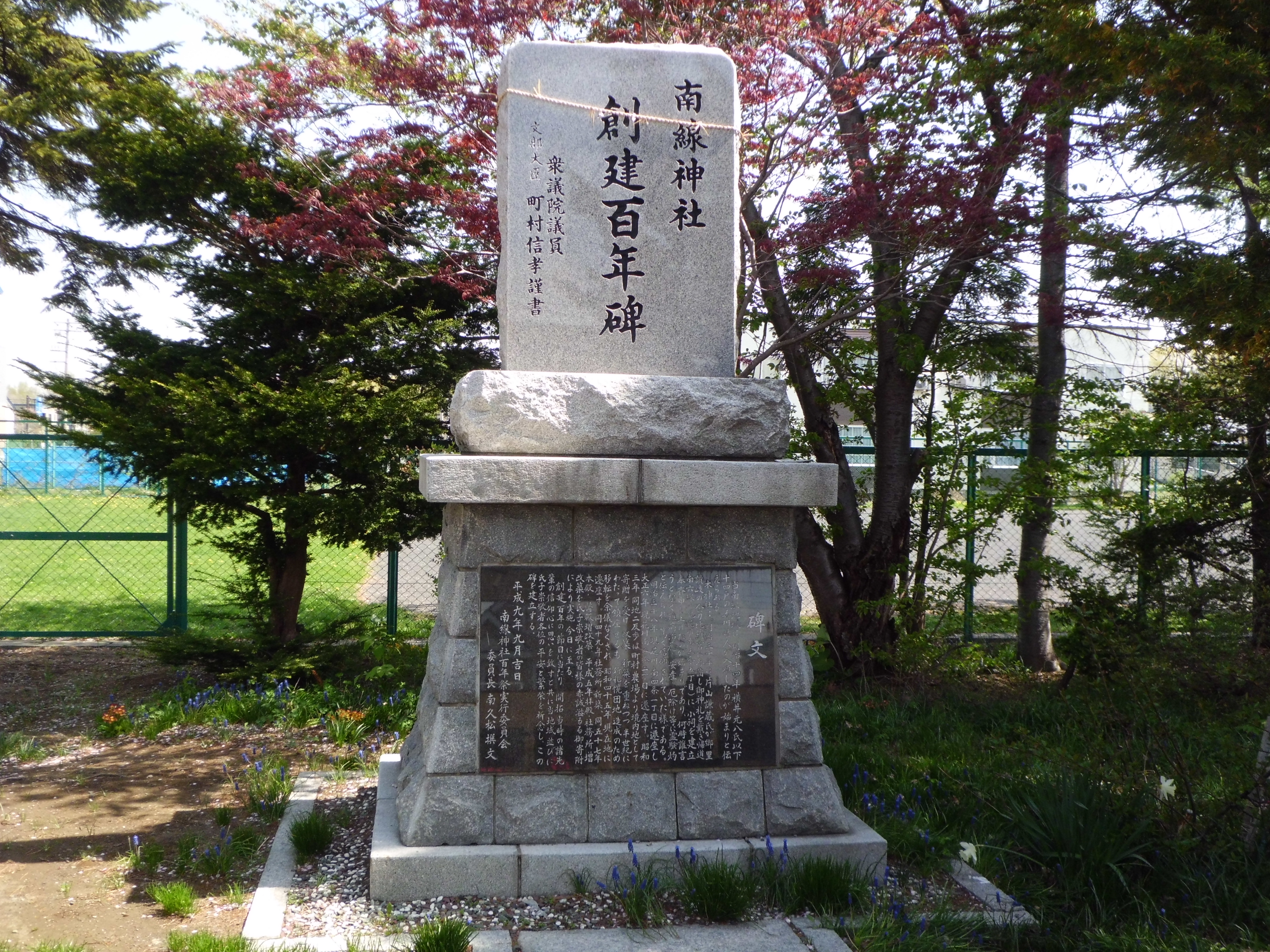
南線神社 創建百年碑